# Sireköpinge
Sireköpinge är en herrgård och kyrkby i Sireköpinge socken i Svalövs kommun, belägen mellan Svalöv och Tågarp i Skåne vid Råån.
I Sireköpinge ligger Sireköpinge kyrka.

## Herrgården

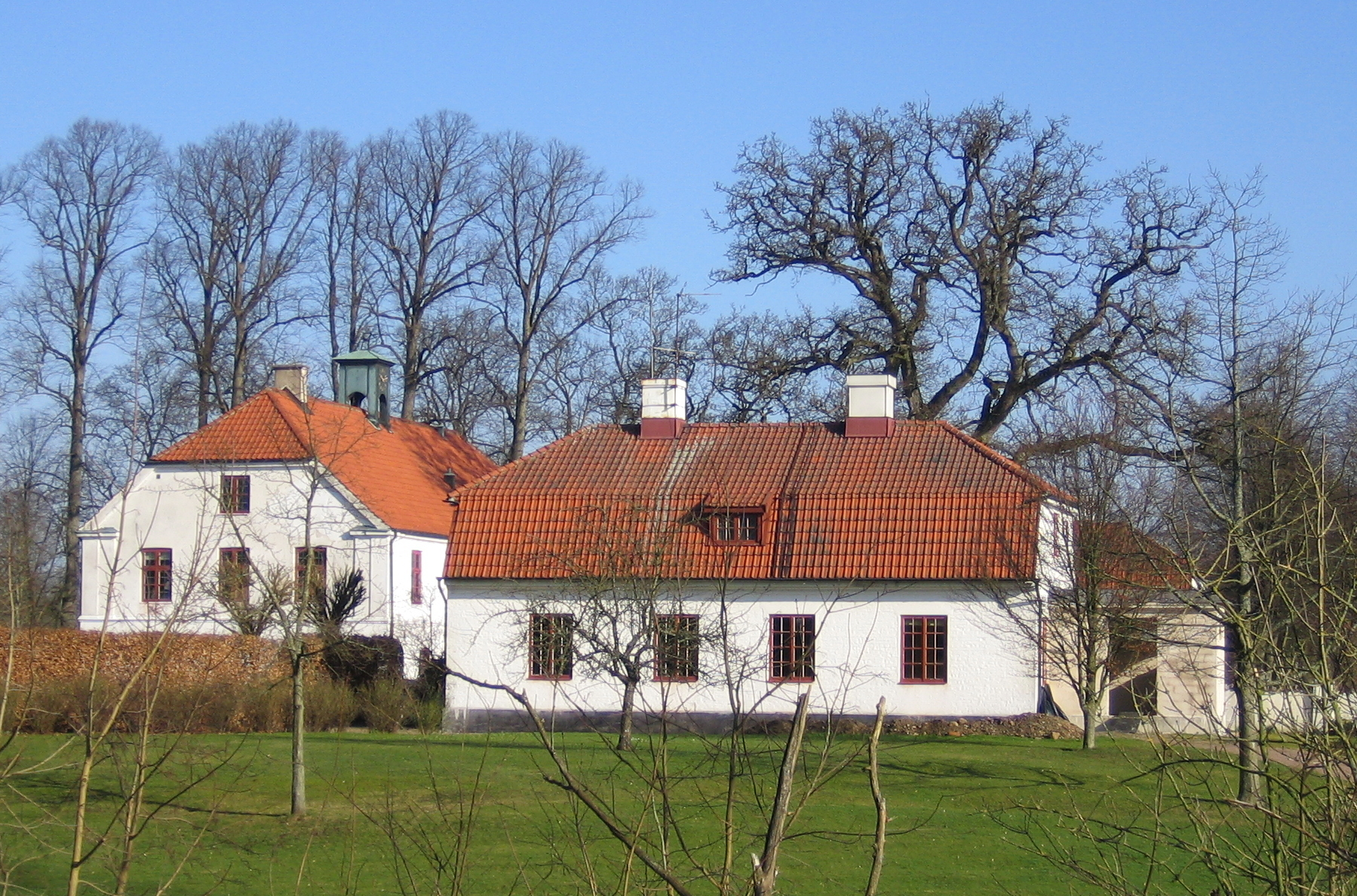
Sireköpinge.

Sireköpinge omnämns första gången i Kong Valdemars Jordebog år 1231, och ägdes under 1500-talet av Tage Ottesen Thott, hans son och sonson.   
År 1808 köptes egendomen av hovstallmästare Werner von Schwerin, gift med Martina von Schwerin. Egendomen såldes vid 1800-talets mitt i delar av sonen ryttmästare Jules von Schwerin, som i stället inköpte Skarhults slott. Herrgården tillhörde sedan konsul Alfred Hage och hans son grosshandlare Johannes Hage i Köpenhamn.